# Francisco José da Conceição
Francisco José da Conceição (Piracicaba, 1822 - Rio das Pedras, 2 de outubro de 1900) foi um fazendeiro, político e cafeicultor. Foi agraciado como primeiro e único Barão de Serra Negra em 1871.

## Biografia
Foi um importante fazendeiro em Piracicaba, se destacando no plantio de café na região.  Foi o primeiro a introduzir aparelhos aperfeiçoados para beneficiamento de café e instrumentos aratórios na região. Também iniciou o plantio de algodão nesse município. Adquiriu a Fazenda Nossa Senhora da Conceição em Jundiaí em meados de 1850 para o início da expansão cafeeira na região Oeste paulista. Esta fazenda inicialmente produzia cana-de-açúcar, porém mais adiante tomou os moldes de uma grande propriedade (cerca de 3 mil alqueires, que atravessava uma área entre os municípios de Itatiba e Jundiaí), monocultora, chegando a ter 350 mil pés de café, com mão-de-obra escrava (por volta de 800 teriam trabalhado na fazenda).
Foi fundador e benfeitor, em 1854, da Santa Casa de Misericórdia, à qual doou oitocentas ações de suas empresas. 
Também, nesta cidade, construiu o Hospício dos Alienados. Foi chefe do Partido Liberal. Ofereceu hospedagem por duas vezes, em 1877 e depois, ao Conde d'Eu, quando de sua visita a Piracicaba. Foi um dos incorporadores da Cia. de Navegação Fluvial a Vapor e um dos fundadores do Banco de Piracicaba.
O Barão de Serra Negra faleceu em 1900, por problemas cardíacos, em sua fazenda Bom Jardim, em Rio das Pedras, próxima a Piracicaba.

## Genealogia
- Ascendência: Era filho de Antônio José da Conceição, natural da cidade de Braga (Portugal) e Rita Morato de Carvalho [3], natural de Santana de Parnaíba, no estado de São Paulo. Era neto paterno de Custódio José da Conceição, natural da cidade de Penafiel (Portugal) e de Rosa Lopes Rodrigues, natural da cidade de Braga (Portugal), ambos marchantes. Era neto materno de Manuel Morato do Canto, tido como um dos fundadores modernos de Rio das Pedras, que descendia de Lemos Conde, descobridor das Minas de Paranaguá. Sua mãe era descendente de Amador Bueno da Ribeira, “O Aclamado”.
- Descendência: Casou-se com Gertrudes Eufrosina da Rocha, filha do capitalista português Manuel da Rocha Garcia e de Ana Joaquina do Amaral Rocha.[3] Desta união, nasceram dez filhos [4]:
  - Ana Cândida da Conceição casada com o barão de Resende;[3]
  - João Batista da Rocha Conceição casado com Maria de Nazaré da Costa Pinto, filha do Conselheiro Antônio da Costa Pinto e de sua primeira mulher, Maria de Nazaré de Sousa Queirós [5];Gertrudes Eufrosina Amaral da Rocha Conceição, Baronesa de Serra Negra

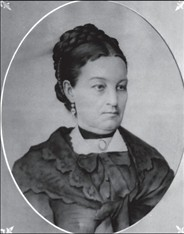
Gertrudes Eufrosina Amaral da Rocha Conceição, Baronesa de Serra Negra

  - Francisco Júlio da Conceição casado com Ana Monteiro de Barros, filha de Rodrigo Antônio Monteiro de Barros;
  - Antônio Augusto da Conceição casado com Laura Correia Pacheco, filha de Antônio Correia Pacheco;
  - Manuel Ernesto da Conceição, o Conde de Serra Negra, casado com Maria Justina de Sousa Resende;
  - Júlio Conceição, famoso botânico e orquidófilo, casado com Mariana de Freitas, natural de Santos;
  - Francisca Conceição casada com Adolfo Correia Dias;
  - Angelina Conceição casada com Torquato da Silva Leitão, médico e político de Piracicaba;
  - Maria da Conceição casada com o jurista Francisco Antônio de Almeida Morato;
  - José da Conceição casado com Angelina da Silveira, filha do Comendador Joaquim da Silveira.

## Título nobiliárquico
Agraciado barão, pelo Imperador Dom Pedro II, em 17 de maio de 1871.

## Homenagem
O estádio municipal de Piracicaba chama-se Barão da Serra Negra, em sua homenagem. O estádio é o local onde o XV de Piracicaba manda seus jogos.